# Аусдис Хьяульмсдоуттир
Аусдис Хьяульмсдоуттир (исл. Ásdís Hjálmsdóttir; 28 октября 1985, Рейкьявик) — исландская легкоатлетка. Специализируется в различных видах метаний. Наибольших успехов достигла в метании копья. Участница двух Олимпийских игр.

## Карьера
На международный молодёжных соревнованиях Аусдис Хьяульмсдоуттир начала выступать в 2001 году. В 2005 году вышла на взрослый уровень и завоевала три медали на Играх малых государств Европы, из которых две высшей пробы.
В 2008 году исландка дебютировала на Олимпийских играх, выступив в метании копья. Её выступление оказалось неудачным: в двух первых квалификационных попытках она совершала заступ, а в последней попытке метнула копьё всего на 48,59, что принесло её только пятидесятое место из 54 спортсменок.
На чемпионатах мира 2009 и 2011 годов Аусдис не смогла преодолеть квалификационный барьер, хотя в Тэгу она стала в квалификации тринадцатой, всего в полуметре от преодоления квалификации.
На Играх в Лондоне Аусдис Хьяульмсдоуттир несла флаг Исландии во время церемонии открытия. В соревновании копьеметательниц исландка с личным рекордом 62,77 преодолела квалификацию, но в финальном раунде не смогла метнуть за 60 метров и стала одиннадцатой.
В 2015 году на домашних Играх малых государств Европы Аусдис выиграла золото в метании копья и стала второй в метании диска. На чемпионате мира в Пекине она не смогла пройти квалификацию, метнув своё копьё лишь на 56,72.